# 泰迪熊博物馆

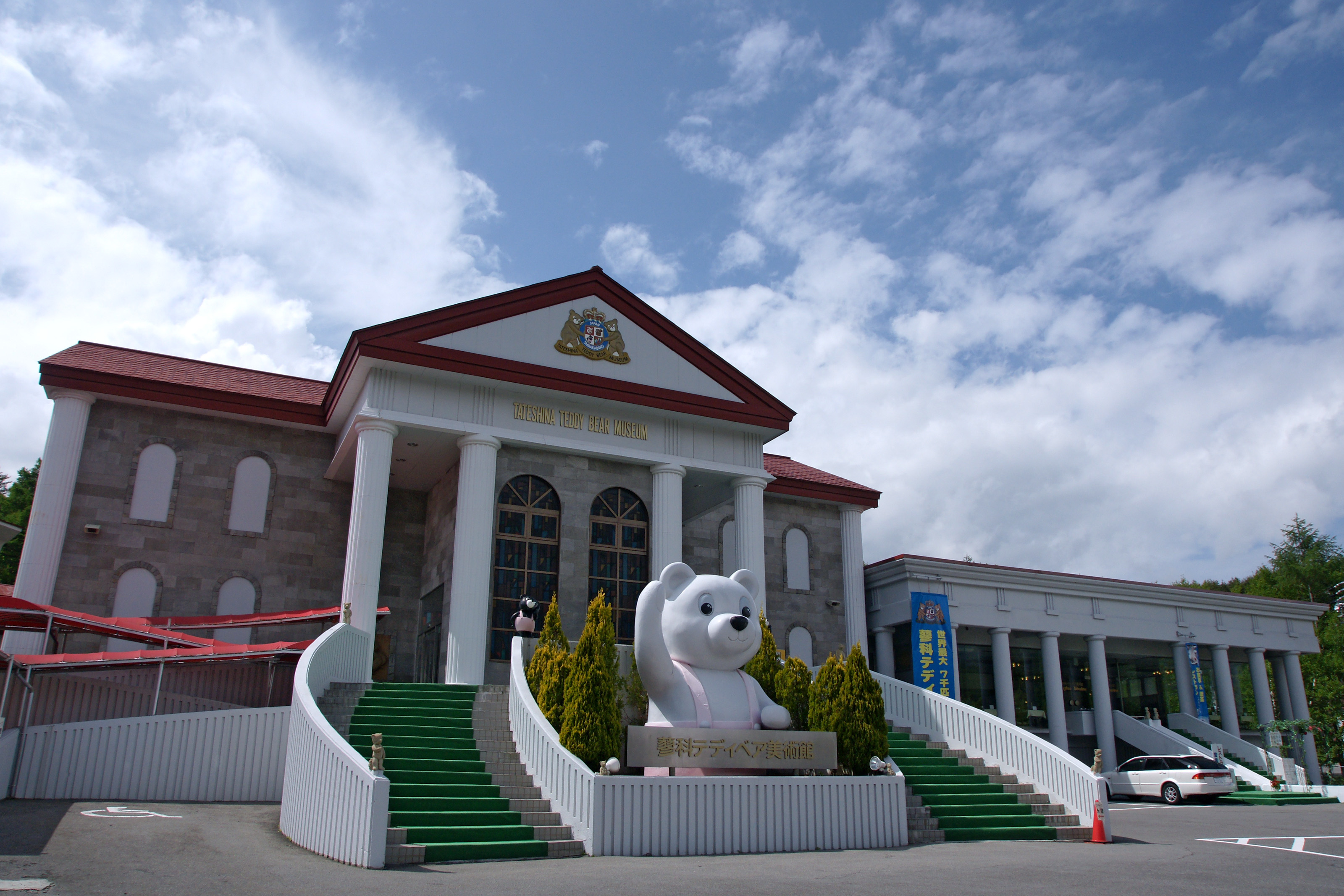
立科町泰迪熊博物馆,日本立科町

泰迪熊博物馆是一个有关泰迪熊的博物馆。世界上有很多不同的泰迪熊博物馆。
世界上第一个泰迪熊博物馆位于在英格兰漢普郡彼得斯菲爾德，由朱莉·斯帕羅在1984年成立，放置大量古董泰迪熊和相关的展品。2006年世界上第一个泰迪熊博物馆关闭。
英国广播公司廣播員蓋爾斯·布蘭德雷斯在埃文河畔斯特拉特福成立了一个泰迪熊博物馆，位于北约克郡里彭紐比堂中。
貝思納爾綠地V&A兒童博物館拥有很多不同的泰迪熊。
韩国济州泰迪熊博物馆展出许多不同国家不同种类的泰迪熊。 博物馆分为三部分：历史馆、美术馆和专题展厅。

## 世界
- 多塞特泰迪熊博物館，英格兰多切斯特
- Merrythought博物馆，英格兰希罗普郡
- N首爾塔泰迪熊博物馆，2008年在韩国开业，[2]
- 那不勒斯泰迪熊博物館，美国佛罗里达州，1990年到2005年